# Nobody 2
Nobody 2 — мікстейп американського репера Chief Keef, виданий 10 грудня 2015 р. Виконавчий продюсер та гост: 12 Million (також відомий як 12Hunna). За словами Кіфа, реліз є неавторизованим.
«Tony Hawk», «Coolin», «In tha Stu» мали потрапити до делюкс-видання приквелу. Однак цього не сталося й пісні видали на Nobody 2. Nobody разом із Nobody 2 увійшов до бокс-сету I Am Nobody (2017). У грудні 2015 року 12 Million опублікував в інстаграмі неофіційну обкладинку Nobody 3, утім він так і не вийшов.

## Список пісень
Усі треки спродюсував 12 Million.
| #   | Назва                                | Тривалість |
| --- | ------------------------------------ | ---------- |
| 1.  | «Intro» (у вик. 12 Million)          | 1:04       |
| 2.  | «Tony Hawk»                          | 2:31       |
| 3.  | «Phone»                              | 3:18       |
| 4.  | «Sex with Me»                        | 4:10       |
| 5.  | «Coolin»                             | 3:14       |
| 6.  | «Born to Flex»                       | 2:50       |
| 7.  | «Andale»                             | 4:20       |
| 8.  | «Nobody Skit» (у вик. 12 Million)    | 0:25       |
| 9.  | «Anywhere»                           | 3:34       |
| 10. | «WDFHDF»                             | 3:12       |
| 11. | «Shooters»                           | 2:23       |
| 12. | «Hit the Bank Interlude»             | 1:02       |
| 13. | «They Know Skit» (у вик. 12 Million) | 0:56       |
| 14. | «In the Stu»                         | 3:52       |
| 15. | «Louie Bag»                          | 2:35       |
| 16. | «Mirror»                             | 3:45       |
| 17. | «Take Me Down» (у вик. Chaboki)      | 3:29       |